# Joseph Falatieu
Joseph Jules Falatieu est un homme politique français né le 2 septembre 1811 à Bains-les-Bains (Vosges) et mort le 21 novembre 1887 à Pont-du-Bois (Haute-Saône).

## Biographie
Maître de forges, il est conseiller d'arrondissement puis conseiller général du canton de Bains-les-Bains de 1846 à 1871 et député des Vosges de 1848 à 1849, soutenant le général Cavaignac. Il est un des nombreux membres de la famille Heudelet de Bierre et ses alliances industrielles dans les forges et filatures dans la Haute-Saône et dans les Vosges.
Il est fait Chevalier de la Légion d'Honneur par décret du 13 août 1863. Curieusement, son dossier à la Chancellerie porte la graphie fautive de Jules Falatien manufacturier.

## Sources
- « Joseph Falatieu », dans Adolphe Robert et Gaston Cougny, Dictionnaire des parlementaires français, Edgar Bourloton, 1889-1891 [détail de l’édition]
- Falatieu (Joseph-Louis, dit Falatieu le jeune), frère de Joseph Louis François Xavier Falatieu, Dictionnaire des Vosgiens célèbres